# 대한민국 제17대 대통령 선거 광주광역시
이 문서는 대한민국 제17대 대통령 선거의 광주광역시 지역 개표 결과이다.

## 개표 결과

### 동구
|  | 78.15% |

|  | 9.81% |

|  | 4.67% |

|  | 3.97% |

|  | 1.51% |

|  | 1.50% |

|  | 0.25% |

|  | 0.05% |

|  | 0.03% |

|  | 0.02% |

### 서구
|  | 79.38% |

|  | 8.99% |

|  | 4.88% |

|  | 3.45% |

|  | 1.99% |

|  | 0.95% |

|  | 0.22% |

|  | 0.05% |

|  | 0.04% |

|  | 0.00% |

### 남구
|  | 79.09% |

|  | 9.47% |

|  | 4.70% |

|  | 3.55% |

|  | 1.53% |

|  | 1.29% |

|  | 0.23% |

|  | 0.05% |

|  | 0.03% |

|  | 0.01% |

### 북구
|  | 80.07% |

|  | 8.30% |

|  | 4.96% |

|  | 3.40% |

|  | 1.88% |

|  | 1.01% |

|  | 0.23% |

|  | 0.06% |

|  | 0.04% |

|  | 0.01% |

### 광산구
|  | 80.72% |

|  | 7.52% |

|  | 4.41% |

|  | 3.01% |

|  | 2.98% |

|  | 0.96% |

|  | 0.23% |

|  | 0.06% |

|  | 0.04% |

|  | 0.02% |

## 전체 결과
|  | 79.75% |

|  | 8.59% |

|  | 4.76% |

|  | 3.40% |

|  | 2.05% |

|  | 1.07% |

|  | 0.23% |

|  | 0.06% |

|  | 0.04% |

|  | 0.01% |

대통합민주신당 정동영 후보가 79.75%의 득표율을 기록하면서 광주광역시에서 1위를 차지했다. 다만 민주화 이후 처음으로 광주광역시에서 80% 미만의 득표율을 기록한 민주당계 정당 후보가 되었다.
한나라당 이명박 후보는 8.59%의 득표율로 2위를 차지했다. 이명박 후보는 민주화 이후 처음으로 광주광역시에서 5% 이상의 득표율을 기록한 보수 후보가 되었다.
창조한국당 문국현 후보는 4.76%의 득표율로 3위를 차지했다.
무소속 이회창 후보는 3.40%의 득표율로 4위에 자리했다.

### 주요 후보 결과
| 지역   | 정동영  | 정동영 | 이명박 | 이명박 | 문국현 | 문국현 | 이회창 | 이회창 |
| 지역   | 득표수  | 득표율 | 득표수 | 득표율 | 득표수 | 득표율 | 득표수 | 득표율 |
| ------ | ------- | ------ | ------ | ------ | ------ | ------ | ------ | ------ |
| 동구   | 43,391  | 78.15% | 5,450  | 9.81%  | 2,596  | 4.67%  | 2,206  | 3.97%  |
| 서구   | 114,717 | 79.38% | 13,004 | 8.99%  | 7,057  | 4.88%  | 4,993  | 3.45%  |
| 남구   | 80,271  | 79.09% | 9,616  | 9.47%  | 4,779  | 4.70%  | 3,609  | 3.55%  |
| 북구   | 176,435 | 80.07% | 18,291 | 8.30%  | 10,931 | 4.96%  | 7,502  | 3.40%  |
| 광산구 | 112,774 | 80.72% | 10,514 | 7.52%  | 6,161  | 4.41%  | 4,210  | 3.01%  |

대통합민주신당 정동영 후보가 광주광역시 내 전 지역에서 승리를 거두었다. 특히 북구, 광산구에서는 80% 이상의 득표율을 기록하였다.
한나라당 이명박 후보는 전 지역에서 2위를 차지했다. 이명박 후보는 동구에서 9.81%를 득표하면서 가장 높은 득표율을 기록했다.
창조한국당 문국현 후보는 전 지역에서 이회창 후보를 누르고 3위를 차지했다. 문국현 후보는 전 지역에서 4%대 득표율을 기록했다.
무소속 이회창 후보는 모든 지역에서 3%대 득표율을 기록했다.

## 같이 보기
- 대한민국 제17대 대통령 선거